# Josef Prokop Pražák
Josef Prokop Pražák (22. června 1870 Hořiněves – 15. července 1904 tamtéž) byl český ornitolog. Jeho kariéru ukončila okolo roku 1900 aféra, při které byl usvědčen z falsifikačního podvodu.

## Život

### Mládí
Narodil se v Hořiněvsi nedaleko Hradce Králové. Koncem 80. let 19. století začal studovat přírodovědu na Filozofické fakultě Karlo-Ferdinandovy univerzity v Praze u Antonína Friče. V letech 1893 až 1894 působil jako dobrovolník v Přírodovědném soudním muzeu ve Vídni, později pak v muzeu ve francouzském Bordeaux. V letech 1895 až 1896 pobýval na Univerzitě v Edinburghu. Poté se vrátil do Prahy, oženil se a pracoval jako učitel na soukromých školách, jako obchodník s obilím a krátce i jako politický agitátor.

### Ornitologická činnost
V průběhu 90. let 19. století se v ornitologickém světě prosadil několika rozsáhlými odbornými publikacemi. Zabýval se ptačím světem a historií ornitologie v Čechách i různými systematickými otázkami, zejména čeledí sýkorovitých. V roce 1894 popsal dva poddruhy sýkory koňadry, blanfordi a newtoni, v roce 1897 pak poddruh scoticus sýkory parukářky. Roku 1897 vydal práci O minulosti a současnosti ornitologie v Čechách spolu s Bibliographia ornithologica bohemica, příspěvek k dějinám zoologie v Čechách. Jeho Pokus o monografii o palearktických bažinových sýkorkách, vydaný v roce 1895, si vysloužil velké uznání, ale také vzbudil odbornou kritiku, mj. od ornitologa Otto Kleinschmidta. Úspěch jej nicméně povzbudil ho k dalším studiím.

### Falsifikační aféra
V letech 1897 a 1898 vydal Pražák Materiály pro ptactvo východní Haliče, ve kterém popsal na 330 druhů. Jeho tvrzení, že v letech 1890 až 1896 nasbíral v okolí Lembergu tisíce vzorků kůží a vajec ptactva a později je vyhodnotil, se později ukázaly jako padělky a mnoho faktů v jeho díle jako podvod. V ornitologickém světě to způsobilo velký rozruch a Pražákova pověst jako seriózního autora byla zničena. Zjevně se však nepokusil obvinění vznesená proti jeho osobě vyvrátit. I jeho další práce byla pak identifikována jako podezřelá a nebyla proto publikována ani revidována.
Roku 1899 byl zakládajícím členem České strany agrární a spolutvůrcem jejího politického programu.

### Poslední léta a úmrtí
Pražák se stáhl z veřejného života do své rodné Hořiněvsi. Stále více trpěl duševními problémy a zemřel v roce 1904 ve svém rodišti na tuberkulózu ve věku 34 let.
Jeho pravděpodobným příbuzným byl Václav Pražák (1830–1907), politik a poslanec Českého zemského sněmu, rovněž pocházející z Hořiněvsi.